# Municipio de West Sullivan
El municipio de West Sullivan (en inglés: West Sullivan Township) es un municipio ubicado en el condado de Sharp en el estado estadounidense de Arkansas. En el año 2010 tenía una población de 449 habitantes y una densidad poblacional de 6,7 personas por km².

## Geografía
El municipio de West Sullivan se encuentra ubicado en las coordenadas 35°58′54″N 91°39′54″O / 35.98167, -91.66500. Según la Oficina del Censo de los Estados Unidos, el municipio tiene una superficie total de 67.06 km², de la cual 67,06 km² corresponden a tierra firme y (0 %) 0 km² es agua.

## Demografía
Según el censo de 2010, había 449 personas residiendo en el municipio de West Sullivan. La densidad de población era de 6,7 hab./km². De los 449 habitantes, el municipio de West Sullivan estaba compuesto por el 96,21 % blancos, el 2,23 % eran afroamericanos, el 0,67 % eran amerindios y el 0,89 % eran de una mezcla de razas. Del total de la población el 1,34 % eran hispanos o latinos de cualquier raza.